# 1993 Guacolda
1993 Guacolda је астероид главног астероидног појаса са средњом удаљеношћу од Сунца која износи 3,060 астрономских јединица (АЈ).
Апсолутна магнитуда астероида је 12,0.